# (5908) Aichi
(5908) Aichi es un asteroide perteneciente al cinturón de asteroides, región del sistema solar que se encuentra entre las órbitas de Marte y Júpiter, descubierto el 20 de octubre de 1989 por Yoshikane Mizuno y el también astrónomo Toshimasa Furuta desde el Kani Observatory, Kani, Japón.

## Designación y nombre
Designado provisionalmente como 1989 UF. Fue nombrado Aichi en homenaje a la prefectura de Aichi, la cuarta más grande de Japón por población, en la que ambos descubridores nacieron y se criaron. Es la principal prefectura industrial. En tiempos antiguos, promocionó el Karakuri (títere mecánico). Hoy en día, la fabricación de relojes y automóviles, así como las industrias robótica y aeroespacial, prosperan allí.

## Características orbitales
Aichi está situado a una distancia media del Sol de 2,255 ua, pudiendo alejarse hasta 2,650 ua y acercarse hasta 1,860 ua. Su excentricidad es 0,175 y la inclinación orbital 5,984 grados. Emplea 1236,99 días en completar una órbita alrededor del Sol.

## Características físicas
La magnitud absoluta de Aichi es 14,3. Tiene 4,854 km de diámetro y su albedo se estima en 0,156. 